# 貝沃巴赫河 (武爾姆河支流)
50°46′17″N 6°06′01″E / 50.771473°N 6.100339°E

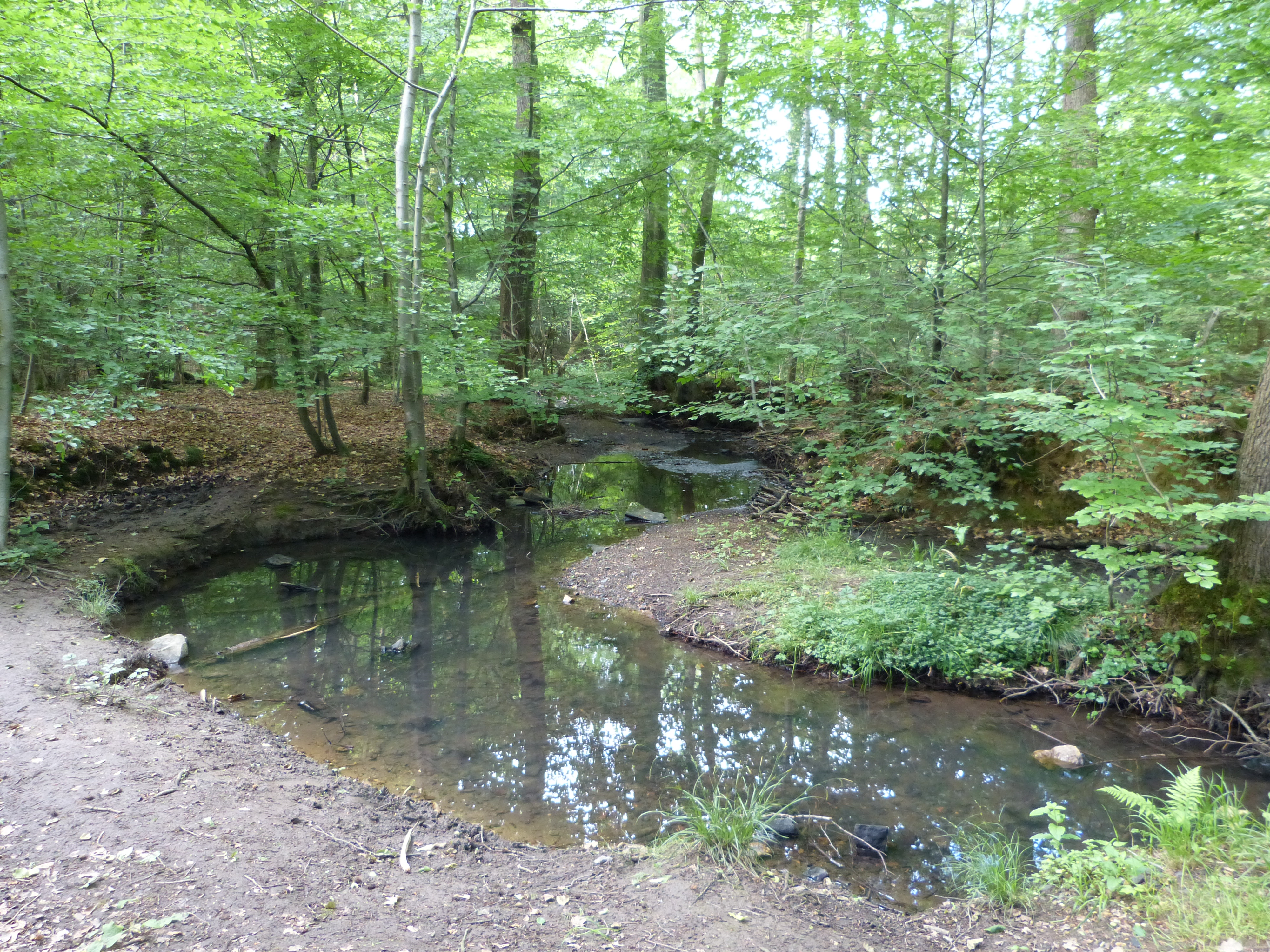

貝沃巴赫河（德語：Beverbach），是德國的河流，位於該國西部，處於北萊茵-威斯特法倫州，屬於武爾姆河的右支流，河道全長9公里，流域面積12平方公里。